# Saint-George (Nouveau-Brunswick)
Pour les articles homonymes, voir Saint George.
Saint-George (St. George en anglais) est une ancienne ville du Nouveau-Brunswick, au Canada. Elle fait partie de la ville d'Eastern Charlotte depuis la réforme de la gouvernance locale du 1er janvier 2023.

## Toponyme
Saint-George est nommé ainsi en l'honneur de Georges de Lydda[réf. nécessaire]. Le site fut arpenté sous le nom de Magaguadavic.

## Géographie

### Situation
Saint-George est situé dans le comté de Charlotte, à 72 kilomètres de route à l'ouest de Saint-Jean et à 148 km au sud de Fredericton. La ville est bâtie sur la rivière Magaguadavic.
Saint-George est limitrophe de la paroisse de Saint-George au nord et du DSL de Fundy Bay au sud. À noter que l'autorité taxatrice de Bonny River-Second Falls est située à moins d'un kilomètre au nord alors que le DSL de Beaver Harbour se trouve à 14 km au sud-est. Les villes les plus proches sont toutefois Saint-Andrews, à 32 km de route au sud-ouest, ainsi que Saint-Stephen, à 42 km à l'ouest.

### Topographie
La rivière Magaguadavic traverse la ville du nord à l'ouest et se jette quelques kilomètres plus loin dans la baie de Fundy. La rivière possède plusieurs méandres et la ville est bâtie sur l'un d'eux. Les Premières Chutes, ou First Falls en anglais, sont situées au centre-ville et ont une hauteur de 20 mètres. La rivière s'élargit ensuite pour former le bassin de Magaguadavic. L'effet de la marée se ressent jusqu'aux chutes. Le lac Utopia borde la ville au nord-est. Il se déverse dans la rivière Magaguadavic – à l'extérieur du territoire – via le chenal The Canal. Il y a également quelques ruisseaux, se jetant tous dans la rivière, ainsi que des marais au nord du centre-ville. Une échelle à poissons est aménagée près des chutes.
Le relief de Saint-George est accidenté. La rivière passe dans une gorge. Celle-ci compte plusieurs cavernes dont l'une communiquerait avec le lac Utopia. Les deux principaux sommets sont le mont Troaks (83 m) au nord-est et la butte Poorhouse (80 m) à l'est.

### Transport
La ville est traversée par la route 1, qui constitue un accès important via Saint-Stephen à l'ouest ou Saint-Jean à l'est. La route 780 constitue un accès secondaire par l'est via Lepreau. La route 172 relie la ville au terminal du traversier vers l'île Deer, au sud. La route 770 relie finalement la ville à Bonny River-Second Falls, au nord.

### Logement
La ville comptait 552 logements privés en 2006, dont 520 occupés par des résidents habituels. Parmi ces logements, 77,9 % sont individuels, 0,0 % sont jumelés, 0,0 % sont en rangée, 2,9 % sont des appartements ou duplex et 1,9 % sont des immeubles de moins de cinq étages. Enfin, 16,3 % des logements entrent dans la catégorie autres, tels que les maisons-mobiles. 94,2 % des logements sont possédés alors que 5,8 % sont loués. 66,3 % ont été construits avant 1986 et 8,7 % ont besoin de réparations majeures. Les logements comptent en moyenne 7,0 pièces et 0,0 % des logements comptent plus d'une personne habitant par pièce. Les logements possédés ont une valeur moyenne de 112 152 $, comparativement à 119 549 $ pour la province.

## Histoire
Saint-George est situé dans le territoire historique des Passamaquoddys. La côte de la baie de Fundy est la principale route navigable des Passamaquoddys, qui la fréquente en canots de mâchecoui jusqu'au XXe siècle.
Les Français fonde l'Acadie en 1604 et fondent la seigneurie de Sainte-Croix en 1632.
Peter Clinch fonde la ville le 10 novembre 1783 avec un groupe de Loyalistes. Les terres sont officiellement concédées le 2 février 1784. L'église presbytérienne, la plus vieille au Canada, est construite en 1790. Le fort Vernon est construit sur la rive sud du bassin en 1812. La première église anglicane St. Mark's est construite en 1821. Les États-Unis réclament alors un territoire allant jusqu'à la rivière Magaguadavic; la frontière n'est fixé au fleuve Sainte-Croix qu'en 1842, par la signature du traité Webster-Ashburton. La première église baptiste est construite en 1845. Au milieu du XIXe siècle, la ville et les environs comptent cinq chantiers navals et dix scieries. Un second fort est construit sur la butte du Fort en 1866. La première église catholique romaine est construite en 1854. L'exploitation du granite commence en 1872 lorsqu'une carrière est ouverte sur les berges du lac et qu'une usine de finition est construit en ville par The Bay of Fundy Red Granite Company, fondée par l'artiste new-yorkais Charles Ward. La ville compte six usines de finition en 1890. Un barrage et une usine de pâte et papier sont construits au tournant du XXe siècle aux Première chutes par la St. George Pulp and Paper Company.
La ville est constituée en municipalité le 17 octobre ou le 8 novembre 1904, selon les sources, à partir d'une portion de la paroisse de Saint-George. L'école élémentaire St. Georges est inaugurée en 1949. L'industrie du granite a de la difficulté à concurrencer l'Europe, où les salaires sont plus bas, et la dernière carrière ferme en 1953. L'usine de pâte et papier ferme ses portes en 1967 mais le barrage est toujours utilisé par une centrale hydroélectrique. L'école secondaire Fundy ouvre ses portes en 1977. L'église anglicane St. Mark's passe au feu en 2002 mais est reconstruite par la suite.

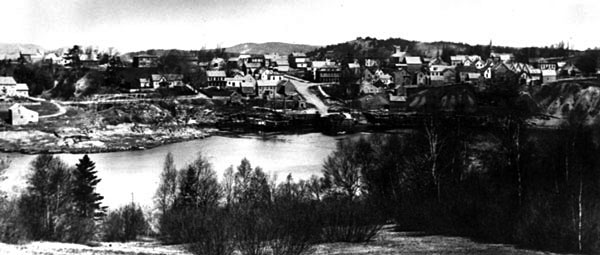
Saint-George en 1894.
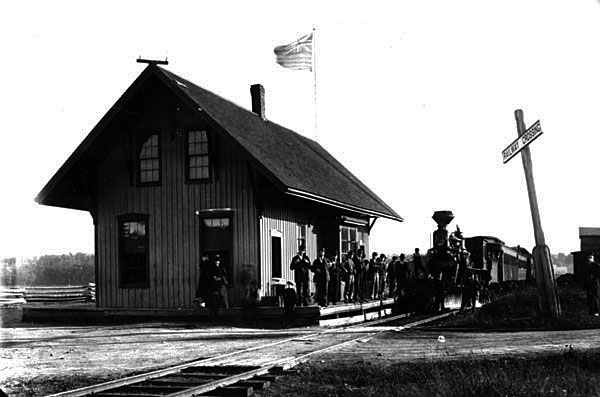
La gare en 1912.
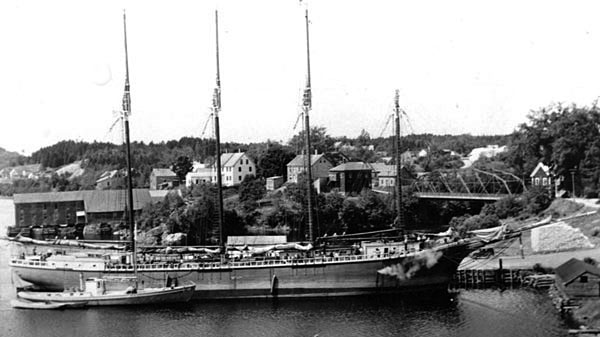
Le navire R.R. Govin pendant le chargement d’une cargaison de pâte à papier, vers 1940.

## Démographie
(juillet 2016).
La ville comptait 1 309 habitants en 2006, soit une baisse de 13,3 % en cinq ans,. Il y a en tout 520 ménages dont 380 familles. Les ménages comptent en moyenne 2,5 personnes tandis que les familles comptent en moyenne 3,0 personnes. Les ménages sont composés de couples avec enfants dans 34,6 % des cas, de couples sans enfants dans 27,9 % des cas et de personnes seules dans 24,0 % des cas alors que 12,5 % des ménages entrent dans la catégorie autres (familles monoparentales, colocataires, etc.). 78,9 % des familles comptent un couple marié, 7,9 % comptent un couple en union libre et 13,2 % sont monoparentales. Dans ces dernières, une femme est le parent dans tous les cas. L'âge médian est de 40,1 ans, comparativement à 41,5 ans pour la province. 82,4 % de la population est âgée de plus de 15 ans, comparativement à 83,8 % pour la province. Les femmes représentent 50,8 % de la population, comparativement à 51,3 % pour la province. Chez les plus de 15 ans, 26,6 % sont célibataires, 56,4 % sont mariés, 3,3 % sont séparés, 6,5 % sont divorcés et 6,5 % sont veufs. De plus, 5,1 % vivent en union libre.
| 1981  | 1986  | 1991  | 1996  | 2001  | 2006  | 2011  |
| ----- | ----- | ----- | ----- | ----- | ----- | ----- |
| 1 195 | 1 305 | 1 345 | 1 414 | 1 509 | 1 309 | 1 543 |

Il n'y a aucun autochtone et aucune personne faisant partie d'une minorité visible. Les immigrants représentent 3,8 % de la population et il n'y a aucun résidents permanents. 2,7 % des habitants ne sont pas citoyens canadiens et 86,9 % des habitants âgés de plus de 15 ans sont issus de familles établies au Canada depuis trois générations ou plus. En date du 16 mai 2006, 95,8 % des gens avaient la même adresse depuis au moins un an alors que 1,5 % habitaient auparavant ailleurs dans la même ville, que 0,8 % habitaient ailleurs dans la province, que 1,9 % habitaient ailleurs au pays et que personne habitaient ailleurs dans le monde. À la même date, 77,3 % des gens avaient la même adresse depuis au moins cinq ans alors que 2,4 % habitaient auparavant ailleurs dans la même ville, que 11,2 % habitaient ailleurs dans la province, que 8,0 % habitaient ailleurs au pays et que 0,8 % habitaient ailleurs dans le monde.
La langue maternelle est le français chez 4,2 % des habitants, l'anglais chez 93,5 % et les deux langues chez 0,0 % alors que 2,3 % sont allophones. Les deux langues officielles sont comprises par 14,9 % de la population alors que 0,0 % des habitants sont unilingues francophones, que 85,1 % sont unilingues anglophones et que 0,0 % ne connaissent ni l'anglais ni le français. L'anglais est parlé à la maison par 98,5 % des gens alors que les autres utilisent le français. L'anglais est utilisé par 98,7 % des travailleurs alors que les autres utilisent les deux langues officielles.
Chez les plus de 15 ans, 25,2 % n'ont aucun certificat, diplôme ou grade, 31,8 % ont uniquement un diplôme d'études secondaires ou l'équivalent et 42,5 % détiennent aussi un certificat, un diplôme ou un grade post-secondaire; par comparaison, ces taux s'élèvent à 29,4 %, 26,0 % et 44,6 % au provincial. Parmi la même tranche d'âge, 12,6 % des gens possèdent un diplôme d'un programme d'un an au CCNB ou l'équivalent, 15,9 % détiennent un diplôme d'un programme de trois ans au CCNB ou l'équivalent, 1,9 % ont un diplôme ou un certificat universitaire inférieur au baccalauréat et 12,1 % ont un certificat, un diplôme ou un grade universitaire plus élevé. Parmi ces diplômés, 7,6 % sont formés en enseignement, 2,2 % en arts ou en communications, 5,4 % en sciences humaines, 4,3 % en sciences sociales ou en droit, 26,1 % en commerce, en gestion ou en administration, 3,3 % en sciences et technologies, 4,3 % en mathématiques ou en informatique, 22,8 % en architecture, en génie ou dans des domaines connexes, 5,4 % en agriculture, en ressources naturelles ou en conservation, 6,5 % en santé, parcs, récréation ou conditionnement physique, 9,8 % en services personnels, de protection ou de transport et aucun dans d'autres domaines. Les diplômés post-secondaires ont terminé leurs études à l'extérieur du pays dans 4,3 % des cas.

## Économie

### Travail et revenu
Le recensement de 2006 de Statistique Canada fournit aussi des données sur l'économie. Chez les habitants âgés de plus de 15 ans, le taux d'activité était alors de 65,9 %, le taux d'emploi était de 59,8 % et le taux de chômage était de 9,2 %; à titre de comparaison, ceux de la province étaient respectivement de 63,7 %, 57,3 % et 10,0 %.
Chez les personnes âgées de 15 ans et plus, 770 ont déclaré des gains et 1 040 ont déclaré un revenu en 2005. 90,7 % avaient aussi déclaré des heures de travail non rémunérées. Le revenu médian s'élevait alors à 21 235 $ avant et à 19 802 $ après impôt, comparativement à la moyenne provinciale de 22 000 $ avant et 20 063 $ après impôt; les femmes gagnaient en moyenne 2 974 $ de moins que les hommes après impôt, soit 16 828 $. En moyenne, 68,7 % du revenu provenait de gains, 17,8 % de transferts gouvernementaux et 13,6 % d'autres sources. 5,0 % de toutes les personnes dans les ménages avaient un faible revenu après impôt, une proportion montant à 12,7 % pour les moins de 18 ans.
Parmi la population active occupée, 6,2 % des gens travaillaient à domicile, aucun travaillaient à l'extérieur du pays, 6,2 % n'avaient pas de lieu de travail fixe et 87,5 % avaient un lieu de travail fixe. Parmi les travailleurs ayant un lieu de travail fixe, 61,6 % travaillaient en ville, 31,3 % travaillaient ailleurs dans le comté, 7,1 % travaillaient dans un autre comté et aucun travaillaient dans une autre province.

### Principaux secteurs
En 2006, on dénombrait 19,0 % des emplois dans l'agriculture, la pêche et les autres ressources, 2,1 % dans la construction, 21,8 % dans la fabrication, aucun dans le commerce de gros, 12,0 % dans le commerce de détail, 3,5 % dans la finance et l'immobilier, 5,6 % dans la santé et les services sociaux, 7,7 % dans l'éducation, 9,9 % dans les services de commerce et 18,3 % dans les autres services.
Saint-George est le centre de service pour une population de plus de 7 000 personnes. L'économie de la ville est en retour favorisée par la croissance de l'aquaculture dans la région. Il y a également une usine de pâte et papier du groupe J.D. Irving à Utopia.
La ville possède plus de 80 entreprises . Les commerces sont principalement situés sur la rue Main et il y a également le St. George Mall, un centre commercial, sur la rue Brunswick.
Entreprise Charlotte, membre du Réseau Entreprise, a la responsabilité du développement économique.

## Administration
(juillet 2016).

### Conseil municipal
Le conseil municipal est formé d'un maire et de 6 conseillers.
Le conseil municipal actuel est élu lors de l'élection quadriennale du 10 mai 2016.
Anciens conseils municipaux
Le conseil municipal précédent est élu lors de l'élection quadriennale du 14 mai 2012. Le maire Daniel Joseph Henry quitte son poste. Une élection partielle est donc organisée le 28 octobre 2013 suivant, où Sharon Tucker est élue par acclamation.
| Mandat      | Fonctions   | Nom(s)                                                                                             |
| ----------- | ----------- | -------------------------------------------------------------------------------------------------- |
| 2012 - 2016 | mairesse    | Sharon Tucker                                                                                      |
| 2012 - 2016 | conseillers | Faith E. Avery, Sterling P. Harris, Derek Hatt, David E. Hooper, Bruce D. Jackson, Gail D. Mullin. |

| Mandat      | Fonctions   | Nom(s) |
| ----------- | ----------- | --- |
| 2008 - 2012 | mairesse    | Sharon E. Tucker |
| 2008 - 2012 | conseillers | Sterling P. Harris, Bruce D. Jackson, Shelly D. Merril-Mackillop, Gail D. Mullin, Lisa Joyce Needle, John S. Norman, Sr. |

|  | Indépendant | 1904-19??     | Fred Dewar          |
|  | Indépendant | 19??-2008     | Stanley J. Smith    |
|  | Indépendant | 2008-2012     | Sharon E. Tucker    |
|  | Indépendant | 2012-2013     | Daniel Joseph Henry |
|  | Indépendant | 2013-en cours | Sharon E. Tucker    |

### Commission de services régionaux
Saint-George fait partie de la Région 10, une commission de services régionaux (CSR) devant commencer officiellement ses activités le 1er janvier 2013. Saint-George est représenté au conseil par son maire. Les services obligatoirement offerts par les CSR sont l'aménagement régional, la gestion des déchets solides, la planification des mesures d'urgence ainsi que la collaboration en matière de services de police, la planification et le partage des coûts des infrastructures régionales de sport, de loisirs et de culture; d'autres services pourraient s'ajouter à cette liste.

### Représentation et tendances politiques
Saint-George est membre de l'Union des municipalités du Nouveau-Brunswick.
 Nouveau-Brunswick: Saint-George fait partie de la circonscription provinciale de Charlotte-Les-îles, qui est représentée à l'Assemblée législative du Nouveau-Brunswick par Rick Doucet, du Parti libéral. Il fut élu en 2006 et réélu en 2010.
 Canada: Saint-George fait partie de la circonscription électorale fédérale de Nouveau-Brunswick-Sud-Ouest, qui est représentée à la Chambre des communes du Canada par Gregory Francis Thompson, ministre des Anciens Combattants et membre du Parti conservateur. Il fut élu lors de la 40e élection fédérale, en 1988, défait en 1993 puis réélu à chaque fois depuis 1997.

## Vivre à Saint-George
Saint-George possède deux écoles publiques anglophones faisant partie du district scolaire #10. L'école élémentaire Saint-Georges accueille les élèves de la maternelle à la 6e année, qui doivent ensuite poursuivre leurs études jusqu'en 12e année à l'école secondaire Fundy. Cette dernière possède aussi un programme d'immersion française et un autre d'éducation alternative. Il y a le NBCC-Saint-Andrews ainsi que le Centre des sciences de la mer Huntsman à Saint-Andrews ainsi que des universités offrant un plus grand nombre de formations à Fredericton et Saint-Jean. Il n'y a aucune école francophone dans le comté, les plus proches étant à Saint-Jean ou Fredericton. Les établissements d'enseignement supérieurs les plus proches sont situés dans le Grand Moncton.
Saint-George possède aussi une caserne de pompiers et un poste de la Gendarmerie royale du Canada. Il est le siège du district 1, qui regroupe le comté de Charlotte. Il y a aussi un bureau de poste.
La ville possède huit lieux de cultes chrétiens, soit l'église baptiste unie, l'église anglicane St. Mark's, l'église presbytérienne, l'église église catholique romaine, l'église Church of Christ, l'église United Pentecostal/Cornerstone, le Family Worship Center et l'église adventiste du septième jour. Pour les anglicans, la ville est comprise dans le diocèse de Fredericton alors qu'elle l'est dans le diocèse de Saint-Jean pour les catholiques.
Les anglophones bénéficient du quotidien Telegraph-Journal, publié à Saint-Jean, et de l'hebdomadaire Saint Croix Courier, publié à Saint-Stephen. Les francophones ont accès par abonnement au quotidien L'Acadie nouvelle, publié à Caraquet, ainsi qu'à l'hebdomadaire L'Étoile, de Dieppe. Le journal St. George News fut publié entre 1905 et 1907. Il fut remplacé par l'hebdomadaire The Granite Town Greetings, qui fut publié jusqu'en 1913.
La ville compte douze restaurants dont trois saisonniers. Les fruits de mer occupent une place importante dans la cuisine locale. Saint-George compte également un hôtel et un motel.

## Culture

### Langues
Selon la Loi sur les langues officielles, Saint-George est officiellement anglophone puisque moins de 20 % de la population parle le français.

### Personnalités
- Patrick Clinch (1790-1868), fermier, éditeur de journaux, juge, juge de paix, inspecteur des écoles et député, né et mort à Saint-George;
- Peter Clinch (1753-1816), militaire, fondateur de Saint-George et député, mort à Saint-George;
- Arthur Hill Gillmor (1824-1903), homme d'affaires et homme politique, né à Saint-George;
- Hugh MacKay (17??-1848), colonel de milice, député et juge de paix.

### Architecture et monuments
Le granite de Saint-George est typiquement rouge vif mais diverses teintes ont également été extraites. Il était reconnu comme étant de qualité supérieure et fut utilisé pour de nombreux monuments et dans certains bâtiments. La ville tire en fait son surnom de Granite Town de cette industrie. En ville, le granite est observable au bureau de poste et dans plusieurs pierres tombales.
Les canons du fort de 1866 sont désormais exposés en face de l'édifice de la Légion royale canadienne. La maison du Dr. Dinsmore, sur la rue Brunswick, est la seule toujours existante construite avec des briques de fabrication locale.
Le médaillon du lac Utopia, découvert en 1862, a vraisemblablement été taillé durant l'expédition de Pierre Dugua de Mons en 1604 et représenterait le portrait d'un chef amérindien allié de l'explorateur; le médaillon est exposé au Musée du Nouveau-Brunswick.
La maison du sénateur Gillmor a été construite en 1846 sur la rue Main. C'est un édifice en pierre de deux étages dans le style Regency.
Le site du débarquement de Peter Clinch, sur la rue Clinch, est identifié par une plaque.
La maison Hibbard, située sur la rue South, est un édifice de deux étages et demi construit dans les années 1860 dans le style géorgien.
La maison Shaw est un édifice de deux étages en briques rouges, de style géorgien, situé sur la rue Brunswick.
À l'intersection des rues Portage et Main se trouvent une pompe à eau un bassin du XIXe siècle. L'échelle à saumons est également un site historique municipal, de même que la cloche de l'école supérieure de St. George.
Il y a une attraction de bord de route à Saint-George: un bleuet géant.

### Festivités et folklore
Le festival du bleuet sauvage (Wild Blueberry Festival) est organisé à la fin août. Le Day Adventure Centre organise le concours de talents St. George Has Talent tous les lundis soir et des concerts (Thursday Night Concerts) tous les jeudis soir.
Le lac Utopia est l'objet d'une légende très ancienne, datant de l'époque malécite. Selon la légende, le lac abriterait une créature lacustre nommé Vieux Ned (Old Ned en anglais), dont la longueur serait comprise entre 12 et 15 mètres et qui aurait été observé à plusieurs reprises, surtout près de l'île Cannonball.